# S/2003 J2
S/2003 J2 is een natuurlijke satelliet van Jupiter. S/2003 J2 is ontdekt op 5 februari 2003. De diameter van dit kleine maantje is ongeveer 2 kilometer. S/2003 J2 is maar een tijdelijke naam, een permanente naam moet nog worden gekozen.